# Уильямс, Веста
Ве́ста Уи́льямс (англ. Vesta Williams; 1 декабря 1957, Кошоктон, Огайо, США — 22 сентября 2011, Эль-Сегундо, Калифорния, США) — американская R&B- и хип-хоп-певица и актриса.

## Биография
Веста Уильямс родилась 1 декабря 1957 года в Кошоктоне (штат Огайо, США). Веста заинтересовалась музыкой в школе, что не удивительно (её отец был диджеем). В конце 1960-х годов вместе с родителями и сёстрами Веста переехала в Лос-Анджелес, штат Калифорния.
В 1977 году Веста вернулась в Огайо, где начала выступать в группе «Wild Honey» (с Фредди Пулом), но вскоре она вернулась в Лос-Анджелес, чтобы начать сольную карьеру.
Изначально Веста работала сессионным музыкантом, сотрудничала с такими артистами, как: Чака Хан, Глэдис Найт, Стефани Миллс и Гордон Лайтфут.
Как сольная исполнительница Веста записала 7 альбомов: «Vesta» (1986), «Vesta 4 U» (1988), «Special» (1991), «Everything-N-More» (1993), «Relationships» (1998), «Winning Combinations» (2000) и «Distant Lover» (2007). Над своим 6-м альбомом, «Winning Combinations», Уильямс работала вместе с СиСи Пенистон.
В период 1993—1999 годов Веста сыграла две роли в кино: Веру в фильме «Вооружённый отряд» (1993) и Монику в трёх сериях телесериала «Сестра, сестра» (1998—1999).
53-летняя Веста Уильямс скончалась в ночь с 21 на 22 сентября 2011 года в одном из Эль-Сегундовских отелей, штат Калифорния. Причиной её смерти предположительно стала передозировка наркотиков, что по заявлением калифорнийской полиции могло быть случайностью или самоубийством.
У Весты осталась дочь и внучка.

## Дискография

### Альбомы
| 1986                                  | Vesta                                                   | —   | 43 | A&M       |
| 1988                                  | Vesta 4 U                                               | 131 | 26 | A&M       |
| 1991                                  | Special                                                 | —   | 15 | A&M       |
| 1993                                  | Everything-N-More                                       | —   | 65 | A&M       |
| 1998                                  | Relationships                                           | —   | 55 | PolyGram  |
| 2000                                  | Winning Combinations (a compilation) with CeCe Peniston | —   | —  | Universal |
| 2007                                  | Distant Lover                                           | —   | —  | Shanachie |
| «—» denotes the album failed to chart |                                                         |     |    |           |

### Синглы
| Год                                                        | Сингл                              | Позиции в чартах | Позиции в чартах | Позиции в чартах | Позиции в чартах |
| Год                                                        | Сингл                              | US               | US R&B           | US Dance         | UK               |
| ---------------------------------------------------------- | ---------------------------------- | ---------------- | ---------------- | ---------------- | ---------------- |
| 1986                                                       | «Once Bitten, Twice Shy»           | —                | 9                | 45               | 14               |
| 1987                                                       | «Something About You»              | —                | 46               | 21               | —                |
| 1987                                                       | «Don’t Blow a Good Thing»          | —                | 17               | 5                | 89               |
| 1987                                                       | «Suddenly It’s Magic»              | —                | —                | —                | 88               |
| 1987                                                       | «You Make Me Want To (Love Again)» | —                | 90               | —                | —                |
| 1988                                                       | «Sweet, Sweet Love»                | —                | 4                | —                | —                |
| 1989                                                       | «4 U»                              | —                | 9                | —                | —                |
| 1989                                                       | «Congratulations»                  | 55               | 5                | —                | —                |
| 1989                                                       | «How You Feel»                     | —                | 70               | —                | —                |
| 1990                                                       | «I’ll Be Good to You» (with Najee) | —                | 9                | —                | —                |
| 1991                                                       | «Special»                          | —                | 2                | —                | —                |
| 1991                                                       | «Do Ya»                            | —                | 43               | —                | —                |
| 1993                                                       | «Always»                           | —                | 44               | —                | —                |
| «—» denotes the single failed to chart or was not released |                                    |                  |                  |                  |                  |

## Фильмография
| Год       |   | Русское название  | Оригинальное название | Роль   |
| --------- | - | ----------------- | --------------------- | ------ |
| 1993      | ф | Вооружённый отряд | Posse                 | Вера   |
| 1998—1999 | с | Сестра, сестра    | Sister, Sister        | Моника |